# Pickwitz (Wüstung)
Pickwitz ist eine Wüstung südlich von Stroga in Sachsen.

## Geschichte

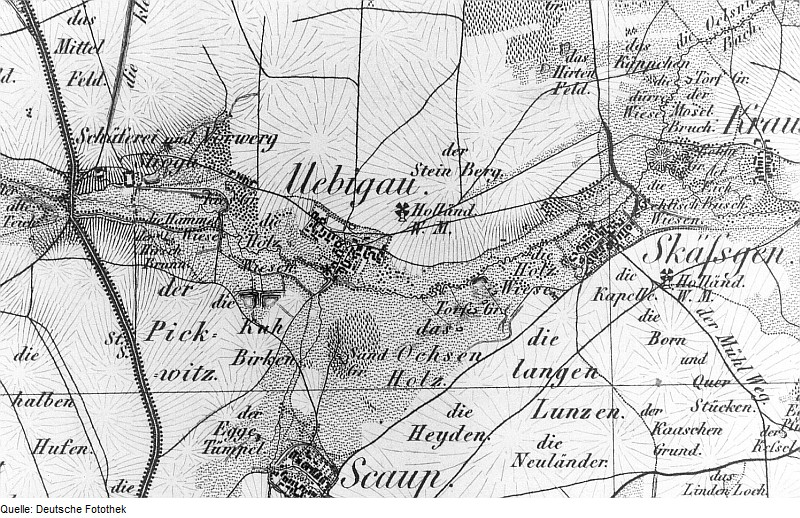
Karte Zabeltitz-Uebigau. Oberreit, Der Pickwitz

Pickwitz wurde bereits 1292 in Verbindung mit dem Dresdner Bürger Johannes de Pykuwitz erwähnt. Die Grundform des Ortsnamens Bicwicz ist wohl aus dem slawischen Bykovc / Bykovica, also byk = Stier, Ochse, abgeleitet und heißt dann so viel wie Ort mit vielen Ochsen. Möglich wäre aber auch die Ableitung von einem Personennamen.
1378 gehörte Pickwitz zum Castrum Großenhain. 1401 wurde der Ort noch als Vila bezeichnet, 1511 schon als Dorf und 1555 als wüst. Schon um 1500 gehörte der Ort dem Gut in Zabeltitz. 1621 wird er noch als Vorwerk erwähnt. In Pickwitz gab es eine Kirche, die vor 1600 abbrannte. Sie war eine Filialkirche von Walda.

### Entwicklung des Ortsnamens
- 1292: Johannes de Pykuwitz, Bicwicz, Pykuwitz, Pikuitz[3]
- 1296: Bicwicz,
- 1378: Bigkewicz, Bicheicz, Vigkewicz,
- 1401: Pigkewicz,
- 1438: Bickewitz,
- 1511: Pickwitz,
- 1555: die wüsteney Pickwiz[4]